# خرايب (راشيا)
خرايب هي إحدى القرى اللبنانية من قرى قضاء راشيا في محافظة البقاع.